# Irish League 1890-1891
La stagione 1890-1891 è stata la prima edizione della Irish League, massimo livello del campionato nordirlandese di calcio.

## Classifica finale
|  | Pos. | Squadra      | Pt | G  | V  | N | P  | GF | GS |
|  | ---- | ------------ | -- | -- | -- | - | -- | -- | -- |
|  | 1.   | Linfield     | 25 | 14 | 12 | 1 | 1  | 89 | 18 |
|  | 2.   | Ulster       | 21 | 14 | 9  | 3 | 2  | 72 | 39 |
|  | 3.   | Distillery   | 19 | 14 | 9  | 1 | 4  | 46 | 37 |
|  | 4.   | Cliftonville | 17 | 14 | 7  | 3 | 4  | 37 | 46 |
|  | 5.   | Glentoran    | 13 | 14 | 6  | 1 | 7  | 40 | 38 |
|  | 6.   | Oldpark      | 10 | 14 | 4  | 2 | 8  | 22 | 48 |
|  | 7.   | Clarence     | 7  | 14 | 3  | 1 | 10 | 21 | 49 |
|  | 8.   | Milford      | 0  | 14 | 0  | 0 | 14 | 10 | 62 |

Legenda:

         Campione dell'Irlanda del Nord
Note:
Due punti a vittoria, uno a pareggio, zero a sconfitta.
Il Milford abbandonò il campionato il 20 gennaio 1891. Le squadre che, nelle restanti cinque gare, avrebbero dovuto affrontare il Milford, ebbero gli incontri vinti a tavolino (ma registrati con il risultato di 0-0).

## Statistiche

### Classifica marcatori
| Gol |  |  | Giocatore   | Squadra  |
| --- |  |  | ----------- | -------- |
| 20  |  |  | Robert Hill | Linfield |
| 19  |  |  | John Peden  | Linfield |
| 18  |  |  | Sam Torrens | Linfield |